# Campeonato Brasileiro Série D 2009
Il Campeonato Brasileiro Série D 2009 è stata la prima edizione del Campeonato Brasileiro Série D.

## Squadre partecipanti
| Squadra (Città)                        | Stato               | Motivo qualificazione                                            |
| -------------------------------------- | ------------------- | ---------------------------------------------------------------- |
| Alecrim (Natal)                        | Rio Grande do Norte | 6° miglior classificato del Campionato Potiguar 2009             |
| Anapolina (Anápolis)                   | Goiás               | 5° miglior classificato del Campionato Goiano 2009               |
| Araguaia (Alto Araguaia)               | Mato Grosso         | Vincitore della Copa Governador de Mato Grosso 2008              |
| Atlético de Alagoinhas (Alagoinhas)    | Bahia               | 2° miglior classificato del Campionato Baiano 2009               |
| Atlético Roraima (Boa Vista)           | Roraima             | Vincitore del Campionato Roraimense 2009                         |
| Brasília (Brasilia)                    | Distretto Federale  | Miglior classificato del Campionato Brasiliense 2009             |
| Brusque (Brusque)                      | Santa Catarina      | Vincitore della Copa Santa Catarina 2008                         |
| Central-PE (Caruaru)                   | Pernambuco          | 3° miglior classificato del Campionato Pernambucano 2009         |
| Chapecoense (Chapecó)                  | Santa Catarina      | Miglior classificato del Campionato Catarinense 2009             |
| C. Paranaense (Curitiba)               | Paraná              | Miglior classificato del Campionato Paranaense 2009              |
| CRAC (Catalão)                         | Goiás               | 2° miglior classificato del Campionato Goiano 2009               |
| Cristal (Macapá)                       | Amapá               | Vincitore del Campionato Amapaense 2008                          |
| CSA (Maceió)                           | Alagoas             | 7° miglior classificato del Campionato Alagoano 2009             |
| Ferroviário-CE (Fortaleza)             | Ceará               | Miglior classificato del Campionato Cearense 2009                |
| Flamengo-PI (Teresina)                 | Piauí               | Vincitore del Campionato Piauiense 2009                          |
| Fluminense de Feira (Feira de Santana) | Bahia               | Miglior classificato del Campionato Baiano 2009                  |
| Friburguense (Nova Friburgo)           | Rio de Janeiro      | 3° miglior classificato del Campionato Carioca 2009              |
| Genus (Porto Velho)                    | Rondônia            | 2° nel Campionato Rondoniense 2009                               |
| Ituano (Itu)                           | San Paolo           | 3° miglior classificato del Campionato Paulista 2009             |
| Londrina (Londrina)                    | Paraná              | Vincitore della Copa Paraná 2008                                 |
| Macaé (Macaé)                          | Rio de Janeiro      | Miglior classificato del Campionato Carioca 2009                 |
| Madureira (Rio de Janeiro)             | Rio de Janeiro      | 3° nella Copa Rio 2008                                           |
| Mirassol (Mirassol)                    | San Paolo           | Miglior classificato del Campionato Paulista 2009                |
| Moto Club (São Luís)                   | Maranhão            | Miglior classificato del Campionato Maranhense 2008              |
| Nacional-AM (Manaus)                   | Amazonas            | Vincitore del primo turno del Campionato Amazonense 2009         |
| Naviraiense (Naviraí)                  | Mato Grosso do Sul  | Vincitore del primo turno del Campionato Sul-Mato-Grossense 2009 |
| Paulista (Jundiaí)                     | San Paolo           | 2° miglior classificato del Campionato Paulista 2009             |
| Pelotas (Pelotas)                      | Rio Grande do Sul   | Vincitore della Copa FGF 2008                                    |
| Rio Branco-ES (Vitória)                | Espírito Santo      | 2° miglior classificato del Campionato Capixaba 2009             |
| Santa Cruz (Recife)                    | Pernambuco          | Miglior classificato del Campionato Pernambucano 2009            |
| São José-RS (Porto Alegre)             | Rio Grande do Sul   | 5° miglior classificato del Campionato Gaúcho 2009               |
| São Raimundo-PA (Santarém)             | Pará                | Vincitore del secondo turno del Campionato Paraense 2009         |
| Sergipe (Aracaju)                      | Sergipe             | Miglior classificato del Campionato Sergipano 2009               |
| Tocantins de Palmas (Palmas)           | Tocantins           | Vincitore del Campionato Tocantinense 2008                       |
| Treze (Campina Grande)                 | Paraíba             | 2° nel Campionato Paraibano 2009                                 |
| Tupi (Juiz de Fora)                    | Minas Gerais        | Vincitore della Taça Minas Gerais 2008                           |
| Uberaba (Uberaba)                      | Minas Gerais        | 3° miglior classificato del Campionato Mineiro 2009              |
| Uberlândia (Uberlândia)                | Minas Gerais        | 4° miglior classificato del Campionato Mineiro 2009              |
| Ypiranga-RS (Erechim)                  | Rio Grande do Sul   | Miglior classificato del Campionato Gaúcho 2009                  |

## Prima fase

### Gruppo A1
| Pos. | Squadra          | Pt | G | V | N | P | GF | GS | DR |
| ---- | ---------------- | -- | - | - | - | - | -- | -- | -- |
| 1    | Nacional-AM      | 9  | 4 | 3 | 0 | 1 | 6  | 4  | +2 |
| 2    | Genus            | 6  | 4 | 2 | 0 | 2 | 7  | 5  | +2 |
| 3    | Atlético Roraima | 3  | 4 | 1 | 0 | 3 | 3  | 7  | -4 |

### Gruppo A2
| Pos. | Squadra             | Pt | G | V | N | P | GF | GS | DR |
| ---- | ------------------- | -- | - | - | - | - | -- | -- | -- |
| 1    | São Raimundo-PA     | 10 | 6 | 3 | 1 | 2 | 9  | 7  | +2 |
| 2    | Cristal             | 10 | 6 | 3 | 1 | 2 | 6  | 5  | +1 |
| 3    | Moto Club           | 8  | 6 | 2 | 2 | 2 | 10 | 6  | +4 |
| 4    | Tocantins de Palmas | 5  | 6 | 1 | 2 | 3 | 6  | 13 | -7 |

### Gruppo A3
| Pos. | Squadra        | Pt | G | V | N | P | GF | GS | DR |
| ---- | -------------- | -- | - | - | - | - | -- | -- | -- |
| 1    | Ferroviário-CE | 10 | 6 | 3 | 1 | 2 | 8  | 4  | +4 |
| 2    | Alecrim        | 10 | 6 | 3 | 1 | 2 | 7  | 5  | +2 |
| 3    | Treze          | 8  | 6 | 2 | 2 | 2 | 5  | 7  | -2 |
| 4    | Flamengo-PI    | 5  | 6 | 1 | 2 | 3 | 5  | 9  | -4 |

### Gruppo A4
| Pos. | Squadra    | Pt | G | V | N | P | GF | GS | DR |
| ---- | ---------- | -- | - | - | - | - | -- | -- | -- |
| 1    | Central-PE | 12 | 6 | 3 | 3 | 0 | 7  | 4  | +3 |
| 2    | Sergipe    | 7  | 6 | 2 | 1 | 3 | 4  | 6  | -2 |
| 3    | CSA        | 7  | 6 | 1 | 4 | 1 | 5  | 6  | -1 |
| 4    | Santa Cruz | 5  | 6 | 1 | 2 | 3 | 8  | 8  | 0  |

### Gruppo A5
| Pos. | Squadra                | Pt | G | V | N | P | GF | GS | DR |
| ---- | ---------------------- | -- | - | - | - | - | -- | -- | -- |
| 1    | Macaé                  | 13 | 6 | 4 | 1 | 1 | 9  | 4  | +5 |
| 2    | Fluminense de Feira    | 10 | 6 | 3 | 1 | 2 | 10 | 9  | +1 |
| 3    | Rio Branco-ES          | 8  | 6 | 2 | 2 | 2 | 11 | 9  | +2 |
| 4    | Atlético de Alagoinhas | 3  | 6 | 1 | 0 | 5 | 6  | 14 | -8 |

### Gruppo A6
| Pos. | Squadra      | Pt | G | V | N | P | GF | GS | DR |
| ---- | ------------ | -- | - | - | - | - | -- | -- | -- |
| 1    | Tupi         | 11 | 6 | 3 | 2 | 1 | 4  | 3  | +1 |
| 2    | Paulista     | 9  | 6 | 2 | 3 | 1 | 4  | 3  | +1 |
| 3    | Madureira    | 8  | 6 | 2 | 2 | 2 | 9  | 8  | +1 |
| 4    | Friburguense | 4  | 6 | 1 | 1 | 4 | 6  | 9  | -3 |

### Gruppo A7
| Pos. | Squadra    | Pt | G | V | N | P | GF | GS | DR |
| ---- | ---------- | -- | - | - | - | - | -- | -- | -- |
| 1    | Uberaba    | 10 | 6 | 2 | 4 | 0 | 11 | 6  | +5 |
| 2    | Uberlândia | 10 | 6 | 2 | 4 | 0 | 10 | 6  | +4 |
| 3    | Mirassol   | 5  | 6 | 1 | 2 | 3 | 6  | 11 | -5 |
| 4    | Ituano     | 4  | 6 | 0 | 4 | 2 | 5  | 9  | -4 |

### Gruppo A8
| Pos. | Squadra   | Pt | G | V | N | P | GF | GS | DR |
| ---- | --------- | -- | - | - | - | - | -- | -- | -- |
| 1    | Araguaia  | 10 | 6 | 5 | 1 | 0 | 11 | 6  | +5 |
| 2    | Brasília  | 6  | 6 | 1 | 3 | 2 | 11 | 11 | 0  |
| 3    | CRAC      | 5  | 6 | 1 | 2 | 3 | 9  | 10 | -1 |
| 4    | Anapolina | 5  | 6 | 1 | 2 | 3 | 9  | 13 | -4 |

### Gruppo A9
| Pos. | Squadra     | Pt | G | V | N | P | GF | GS | DR |
| ---- | ----------- | -- | - | - | - | - | -- | -- | -- |
| 1    | Chapecoense | 13 | 6 | 4 | 1 | 1 | 13 | 5  | +8 |
| 2    | Londrina    | 9  | 6 | 3 | 0 | 3 | 9  | 7  | +2 |
| 3    | Ypiranga-RS | 8  | 6 | 2 | 2 | 2 | 9  | 12 | -3 |
| 4    | Naviraiense | -2 | 6 | 1 | 1 | 4 | 5  | 12 | -7 |

### Gruppo A10
| Pos. | Squadra       | Pt | G | V | N | P | GF | GS | DR |
| ---- | ------------- | -- | - | - | - | - | -- | -- | -- |
| 1    | São José-RS   | 12 | 6 | 4 | 0 | 2 | 9  | 6  | +3 |
| 2    | C. Paranaense | 11 | 6 | 3 | 2 | 1 | 9  | 5  | +4 |
| 3    | Brusque       | 10 | 6 | 3 | 1 | 2 | 10 | 9  | +1 |
| 4    | Pelotas       | 1  | 6 | 0 | 1 | 5 | 4  | 12 | -8 |

## Seconda fase
| Squadra 1       | Totale | Squadra 2           | Andata | Ritorno |
| --------------- | ------ | ------------------- | ------ | ------- |
| Nacional-AM     | 3 - 6  | Cristal             | 1 - 1  | 2 - 5   |
| São Raimundo-PA | 3 - 1  | Genus               | 1 - 1  | 2 - 0   |
| Ferroviário-CE  | 3 - 5  | Sergipe             | 0 - 2  | 3 - 3   |
| Central-PE      | 1 - 2  | Alecrim             | 0 - 2  | 1 - 0   |
| Macaé           | 3 - 1  | Paulista            | 0 - 0  | 3 - 1   |
| Tupi            | 5 - 3  | Fluminense de Feira | 1 - 1  | 4 - 2   |
| Uberaba         | 4 - 3  | Brasília            | 2 - 3  | 2 - 0   |
| Araguaia        | 4 - 3  | Uberlândia          | 2 - 3  | 2 - 0   |
| Chapecoense     | 3 - 0  | C. Paranaense       | 3 - 0  | 0 - 0   |
| São José-RS     | 2 - 3  | Londrina            | 1 - 3  | 1 - 0   |

## Terza fase
| Squadra 1   | Totale | Squadra 2       | Andata | Ritorno |
| ----------- | ------ | --------------- | ------ | ------- |
| Cristal*    | 4 - 5  | São Raimundo-PA | 1 - 4  | 3 - 1   |
| Sergipe     | 3 - 4  | Alecrim         | 3 - 1  | 0 - 3   |
| Macaé       | 1 - 1  | Tupi*           | 1 - 1  | 0 - 0   |
| Uberaba     | 2 - 1  | Araguaia*       | 2 - 0  | 0 - 1   |
| Chapecoense | 3 - 2  | Londrina        | 2 - 1  | 1 - 1   |

Le squadre in asterisco, seppur eliminate, si qualificano alla fase finale in virtù dei risultati conseguiti in precedenza.

## Fase finale
|  | Quarti di finale  | Quarti di finale  | Quarti di finale | Quarti di finale | Quarti di finale |  |  | Semifinali      | Semifinali      | Semifinali            | Semifinali            | Semifinali |   |   | Finale | Finale | Finale | Finale | Finale |  |
|  |                   |                   |                  |                  |                  |  |  |                 |                 |                       |                       |            |   |   |        |        |        |        |        |  |
|  | Araguaia          | Araguaia          | 1                | 1                | 2                |  |  |                 |                 |                       |                       |            |   |   |        |        |        |        |        |  |
|  | Chapecoense (gfc) | Chapecoense (gfc) | 2                | 0                | 2                |  |  | Chapecoense     | Chapecoense     | 0                     | 3                     | 3          |   |   |        |        |        |        |        |  |
|  | Tupi              | Tupi              | 3                | 1                | 4                |  |  | Macaé           | Macaé           | 2                     | 2                     | 4          |   |   |        |        |        |        |        |  |
|  | Macaé (gfc)       | Macaé (gfc)       | 2                | 2                | 4                |  |  |                 |                 |                       |                       |            |   |   | Macaé  | Macaé  | 3      | 1      | 4      |  |
|  | Cristal           | Cristal           | 1                | 0                | 1                |  |  |                 |                 | São Raimundo-PA (gfc) | São Raimundo-PA (gfc) | 2          | 2 | 4 |        |        |        |        |        |  |
|  | São Raimundo-PA   | São Raimundo-PA   | 1                | 2                | 3                |  |  | São Raimundo-PA | São Raimundo-PA | 3                     | 2                     | 5          |   |   |        |        |        |        |        |  |
|  | Alecrim           | Alecrim           | 1                | 1                | 2                |  |  | Alecrim         | Alecrim         | 1                     | 2                     | 3          |   |   |        |        |        |        |        |  |
|  | Uberaba           | Uberaba           | 0                | 1                | 1                |  |  |                 |                 |                       |                       |            |   |   |        |        |        |        |        |  |